# 中西功
中西 功（なかにし こう、1910年〈明治43年〉9月18日 - 1973年〈昭和48年〉8月18日）は、日本の共産主義運動の活動家・中国問題の政治評論家。元日本共産党参議院議員。

## 経歴
三重県多気郡西外城田村土羽に生まれる。三重県で学んだ後、1929年、県費生として上海の東亜同文書院に入る。学生運動を通じ、日支闘争同盟・中国共産主義青年団などに参加し、反帝国主義の活動を行うが、1930年に検挙されている。
1932年の上海クーデターを受けて帰国し、プロレタリア科学研究所で中国研究に従事する。1934年に満鉄調査部に入り大連に赴き、調査執筆活動を行う。公然活動としては満鉄の調査業務として「支那抗戦力調査委員会」の主要メンバーとなり、中国の抗戦力を高く評価し日本の軍事活動を牽制する報告をまとめた。非公然活動では西里龍夫らと共に、中国共産党と通じ、毛沢東ら中共指導部へ情報を提供し、反戦活動、抗日活動などを援助していた。
1942年、ゾルゲ事件関連で「中共謀報団」として検挙され巣鴨拘置所に収容される。その後治安維持法違反及び外患罪で起訴され、死刑を求刑される。獄中で、中国共産党に関する大量の原稿を執筆する。この原稿は戦後『中国共産党史』などとして一部が出版された。
1945年9月無期懲役の判決を受けるが、占領軍の釈放指令により1945年10月釈放される。
1947年の第1回参議院議員通常選挙に日本共産党から立候補し当選。しかし1950年1月、日本共産党の路線論争の中で党中央（所感派）と対立し党を除名される。当初は「団結派」を結成し反論を行なっていたが、後に参議院議員を辞職する。その後復党し、1963年まで衆院選旧神奈川2区に出馬したが、返り咲きはならなかった。1963年の神奈川県知事選挙にも落選した。
実弟の中西篤・中西三洋・中西五州も社会活動家。環境リスク学の研究者で文化功労者の中西準子は長女にあたる。

## 主な著書
- 『中国革命と中国共産党』上（人民社、1946年）
- 『中国共産党史』（北斗書院、1946年）
- 『ソヴェート革命時代』（北斗書院、1946年）
- 『民主主義日本の道標』（川口書店、1946年）
- 『民主主義と社會主義のために : 平和と獨立』（宮原書院、1948年）
- 『社會民主主義と新民主主義』（伊藤書店、1948年）
- 『日本ファシズムをめぐる理論的諸問題』（潮流社、1949年）
- 『中国革命と毛沢東思想：中国革命史の再検討』（青木書店、1969年）
- 『死の壁の中から 妻への手紙』（岩波書店、1971年）
- 『戦後民主変革期の諸問題：一九四五年十月－一九四六年六月の政治展望』（校倉書房、1972年）
- 『現代中国の政治』（青木書店、1974年）
- 『中国革命の嵐の中で』（青木書店、1974年）